# Gabriel Guerrero
Artikeln följer den spanska namnseden; faderns efternamn är Guerrero och moderns efternamn Martinez.

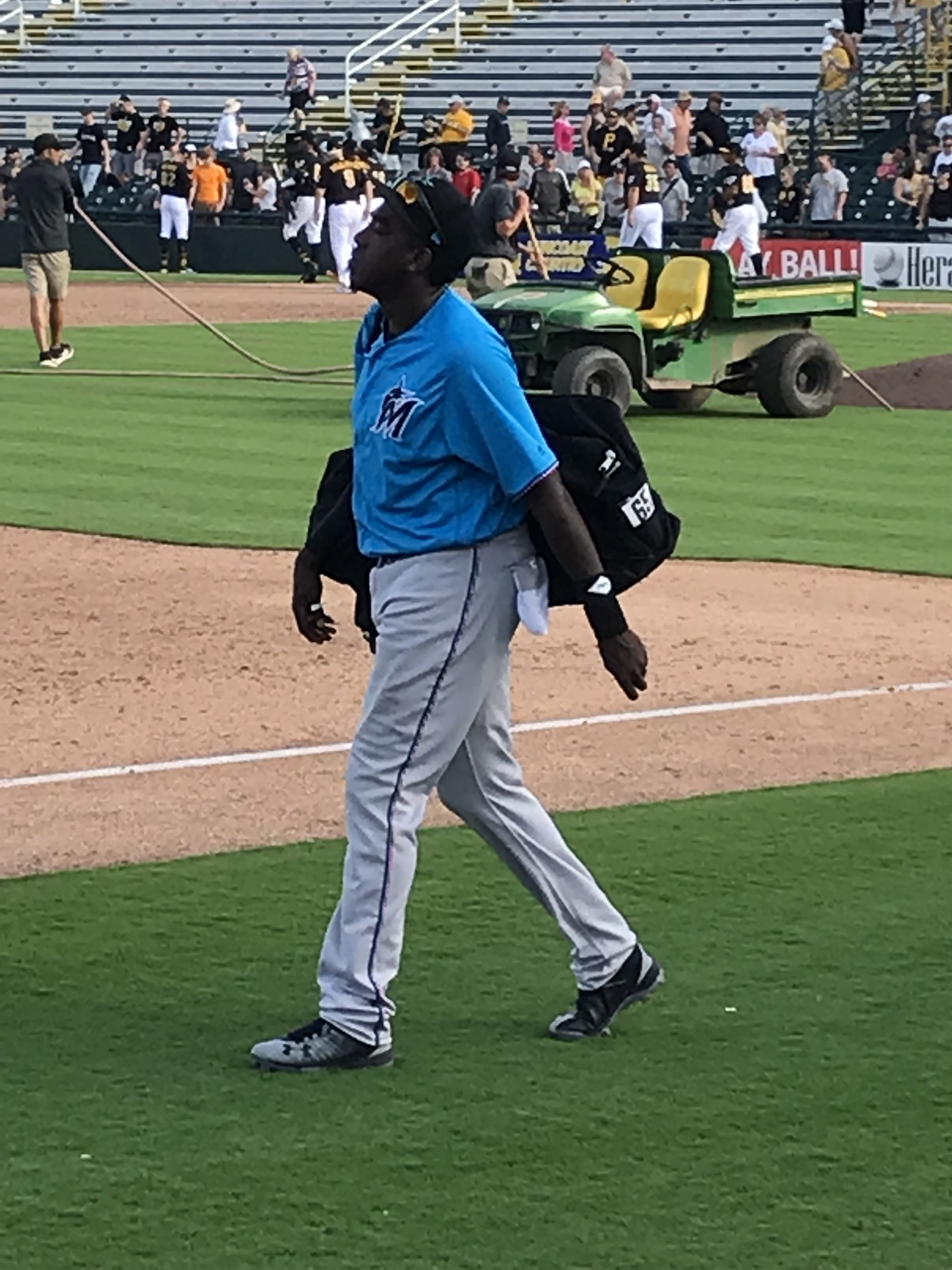
Gabriel Guerrero, 2019.

Gabriel "Gabby" Guerrero Martinez, född 11 december 1993 i Nizao, är en dominikansk professionell basebollspelare som spelar som outfielder för Kansas City Monarchs i American Association of Professional Baseball (AAPB). Han har tidigare spelat för Cincinnati Reds i Major League Baseball (MLB).
Guerrero har dock varit under kontrakt med Seattle Mariners, Arizona Diamondbacks, Miami Marlins och Toronto Blue Jays och spelat för deras farmarlag i Minor League Baseball (MILB).
Han är släkt med Vladimir Guerrero Jr. (kusin), Vladimir Guerrero och Wilton Guerrero, alla tre spelar alternativt har spelat i MLB.